# 中华人民共和国外商投资法
中华人民共和国外商投资法为中华人民共和国的一部基本法律，是对在中华人民共和国境内的外商投资行为的专项立法，取代了旧有的外资三法。2019年3月15日，外商投资法草案于第十三届全国人民代表大会第二次会议上通过。外商投资法将自2020年1月1日起施行，《中外合资经营企业法》、《外资企业法》、《中外合作经营企业法》同时废止。

## 立法背景
中华人民共和国因改革开放于1979年7月设立了多部新法律，其中包括针对外商投资的中外合资经营企业法，后来于1986年、1988年分别推出外资企业法及中外合作经营企业法。这三种法律是中国在外商投资方面的基础性法律，被统称为“外资三法”。经过数十年的变迁，至2018年11月底，中华人民共和国境内外商投资企业累计达95万家，实际利用外资累计超过2万亿美元，而外资三法规定的范围，与民法、物权法、合同法等法律条款形成多处重叠，并且不再适应新的外商投资环境。而为了促进鼓励境外投资者在中华人民共和国境内的投资、促进对投资环境的完善和发展，需专门起草外商投资法。

## 立法过程
中共中央总书记习近平针对这一情况作出指示：“要加快统一内外资法律法规，制定新的外资基础性法律”。因此，全国人大常委会于2018年底拟定了外商投资法的草案。草案主要内容有：明确对外开放的基本国策，设立高水平投资自由化便利化政策，建立和完善外商投资促进机制，营造稳定、透明、可预期的投资环境。
2018年12月23日，这一草案在第十三届全国人大常委会第七次会议中提请审议，并在随后的三天中进行了第一次审议。12月26日，通过审议的草案由人大公布，展开为期两个月的社会意见征求。随后于2019年1月30日的人大常委第八次会议中，草案通过第二次审议。在草案的两次审议会议中，《国务院关于扩大对外开放积极利用外资若干措施的通知》等过去出台的法规中的相关政策被提出融入新法，对草案中立法权、行政权与投资政策的关系也进行了修改。
2019年3月8日，全国人大常委会副委员长王晨在第十三届全国人民代表大会第二次会议上就外商投资法草案及其立法进行了说明。15日，外商投资法在会议中表决通过，习近平签署中华人民共和国主席令第二十六号发布。
2019年12月12日，中国国务院常务会议通过《中华人民共和国外商投资法实施条例（草案）》，《外商投资法实施条例》于2020年1月1日起与《外商投资法》同步配套实施。

## 社会反应
2018年年末时，正值中华人民共和国与美利坚合众国之间产生贸易争端，外商投资法的起草引起了社会的关注，并对两者之间的关系作出解读。同时，多个其他国家的官员、媒体也就中国与其他国家之间在贸易战背景下的经贸关系作出评论。
截至2019年，外商投资法被分析为中华人民共和国内立法速度最快的一部法律。由于外商投资法自起草到通过两次审议时间仅一个月，整体立法程序时间只有三个月，引发了一定的质疑和对此情况的分析。经过对比，草案本有一百多条规定，审议修改后只剩下四十多条，有评论认为这是可以促进中美贸易协商的进程。该评论还称立法的模糊使得政府在未来有空间和时间在外商投资法的基础上添加新的法规条例。

## 外商反應
德勤中國副主席蔣薇薇表示，該法展現了中國“更高透明度”的信號，將“提升中國市場對外資的吸引力”。
中國歐盟商會會長約爾格·伍特克（Joerg Wuttke）表示，該法“非常強調防止中國實體強迫外國公司轉讓有價值的技術”，同時加強對商業秘密的保護。

## 相关文件
- .   [2019-07-07]. （原始内容存档于2019-05-18）.
- .   [2019-07-07]. （原始内容存档于2019-07-07）.
- .   [2019-07-07]. （原始内容存档于2019-07-07）.
- 中华人民共和国外商投资法（英文版）（页面存档备份，存于）.[2019-09-09].
- 中华人民共和国外商投资法实施条例（全文）（页面存档备份，存于）.[2020-01-01].